# Осада Ландреси
Осада Ландреси  (май — ноябрь 1543) — была предпринята имперскими войсками в начале Девятой Итальянской войны.

## Кампания 1543 года на северном театре
Ландреси, пограничная крепость в Эно, прикрывавшая проход в долину Самбры, была захвачена французами в 1521 году, и возвращена императору по Мадридскому договору 1526 года.

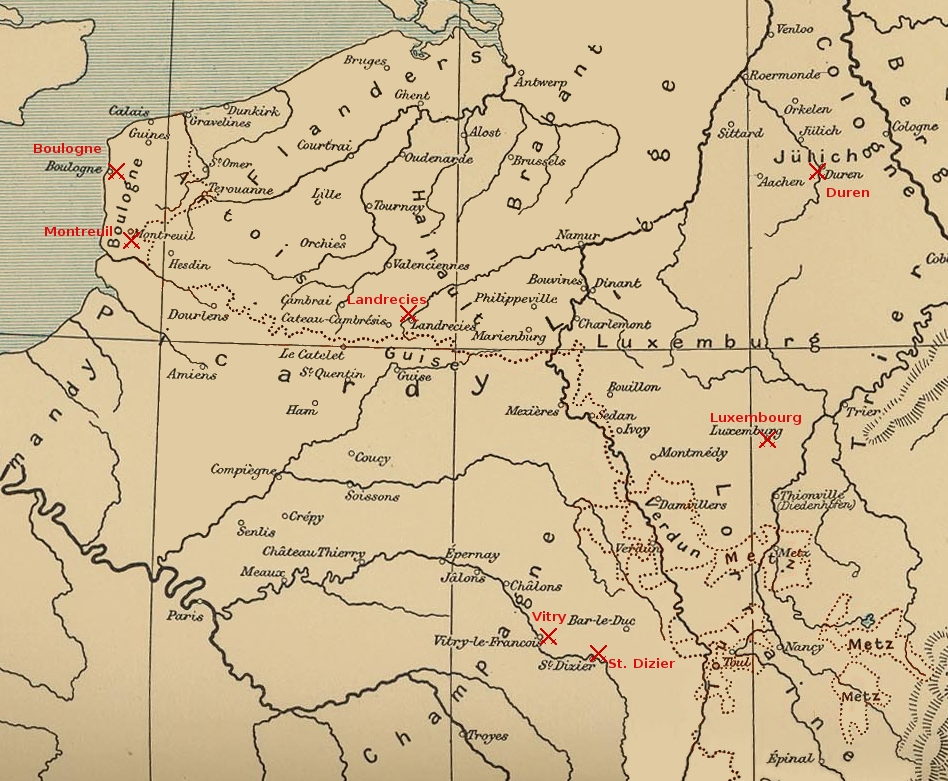
Северный театр военных действий Девятой Итальянской войны

Пользуясь тем, что Карл V с 60-тыс. армией вторгся во владения его союзника Вильгельма Клевского, и осадил Дюрен, Франциск I решил предпринять наступление в Эно. Поскольку казна была пуста, он обложил города новым налогом, а феодалов заставил служить за свой счет три месяца, сверх обычного срока. Это позволило ему собрать более чем 35-тыс. армию, блокировать Авен, и захватить Ландреси и Бапом. Франциск приказал укрепить Ландреси и поставил там командовать Эсташа де Лаланда.
Гарнизон составили двести шеволежеров и тысяча пехотинцев Пикардийского легиона. По причине болезни Лаланда в Ландреси в качестве лейтенанта был направлен Эссе де Монталамбер с ротой тяжеловооруженных. Усилив гарнизон ещё двумя тысячами пехотинцев, король оставил в Гизе принца Мельфи в качестве лейтенант-генерала с двумя или тремя сотнями тяжеловооруженных, и Шарля де Бриссака с 12 или 15 сотнями шеволежеров для организации снабжения крепости и оказания ей помощи в случае надобности.

## Начало осады
Вскоре после того, как Франциск покинул Гиз, граф дю Рё попытался неожиданной атакой захватить Ландреси, для чего занял позицию в Мормальском лесу, однако, обнаружил, что город подготовлен к обороне. Молодые придворные — герцог Омальский, Кревкёр, Бонниве, Ларошфуко устремились в крепость в надежде прославиться.
Граф фон Роггендорф перешёл Самбру у Маруаля, и, заняв позицию у Лонг-Фавриля, направил отряд к стенам Ландреси, чтобы выманить защитников из крепости и разгромить, подтянув в ходе боя резервы, спрятанные в засаде в лощине. Герцоги Омальский и Неверский выступили из крепости и едва не попали в плен, но были спасены Лаландом, пославшим на выручку 600 аркебузиров и 400 пикинёров.
Король, понимая, что Лаланд и Эссе не смогут удержать высокородных сеньоров от вылазок, грозящих полным разгромом, отозвал воинственную молодежь из крепости под предлогом необходимости её участия в атаке герцогства Люксембург.
Сам король хотел идти на помощь своему союзнику герцогу Клевскому, но опытные офицеры отговорили его от этого опасного намерения. Проведя август в Реймсе, среди празднеств и охот, Франциск отправил своего сына герцога Орлеанского и адмирала д'Аннебо провести диверсию в Люксембурге, чтобы отвлечь императора от герцогства Клевского. Французы встретили некоторое сопротивление только перед самой столицей, которую без труда подчинили.
Диверсия оказалась бесполезной, имперское вторжение развивалось успешно, Дюрен был взят и сожжен, после чего Рурмонд, Венло и другие города, боясь разделить его судьбу, подчинились Карлу V. Герцог Клевский был вынужден разорвать союз с Францией, Данией и Швецией, отказаться от наследования Гельдерна и присоединить свои войска к имперским, а в крепости Клеве и Юлиха на десять лет вводились имперские гарнизоны.

## Наступление императора
Присоединив клевские части и шесть тысяч англичан, приведенных Джоном Уоллопом, имперцы направились в Эно на соединение с войсками герцога ван Арсхота и графа дю Рё, в мае начавших блокаду Ландреси. Боясь, что крепость не устоит, Франциск оставил в Люксембурге небольшие силы и выступил со своей армией к пикардийской границе, собираясь в случае надобности дать бой имперцам.
Войска императора продвинулись до Гиза, но, узнав о приближении французов, отступили к Ландреси. Де Бриссак атаковал их арьергард, нанес поражение имперцам и взял в плен капитан-генерала их кавалерии Франческо д’Эсте.
Граф дю Рё встал лагерем у Маруаля, имперцы устроили два лагеря со стороны Като-Камбрези и Мормальского леса. Их армия насчитывала 18 тыс. немцев, 10 тыс. испанцев, 6 тыс. валлонов, 8—10 тыс. англичан — всего 50 тыс. пехоты и 13 тыс. кавалерии. Командующим был Фернандо де Гонзага. Карл V расположился в Кенуа с герцогом Альбой и множеством германских и нидерландских сеньоров. Осаждающие установили три батареи: первая действовала против Куртины короля, между старым замком и Орлеанским больверком, вторая обстреливала старый замок, третья стояла напротив Вандомского больверка.
Французы не успели закончить фортификационные работы, и вражеский огонь наносил большой ущерб крепости. Осажденные беспокоили неприятеля частыми вылазками. Со стороны леса на пригорке имперцы поместили длинную кулеврину, которая обстреливала с тыла внутреннюю сторону большой куртины, мешая обороняющимся заделать бреши. Сен-Симон и Рикарвиль с небольшим отрядом прогнали охрану и захватили орудие, которое было установлено на Орлеанском больверке.
Через некоторое время имперцы поставили в нижнем городе, покинутом французами, несколько орудий, пробивших брешь в крепостной стене. Отважной вылазкой осажденные захватили эту батарею до того, как вражеские подкрепления смогли подойти ей на помощь. В одной из вылазок, проведенных с целью помешать англичанам вести осадные работы, Эссе был ранен в руку.
Имперская артиллерия сумела расширить брешь в достаточной степени, чтобы войска могли пойти на штурм, но император, зная, что у защитников кончается продовольствие, намеревался взять Ландреси измором, избежав потерь среди своих. Осажденные находились в трудном положении, днем сдерживая врага вылазками, так как брешь оставалась открытой в течение трех недель, а ночью пытаясь возвести новые укрепления позади пролома. Солдаты получали по куску хлеба в день, а вино закончилось полностью, и источники специально отмечают, что гарнизону приходилось пить только воду.

## Манёвр французов. Снятие осады
В ночь 18/19 октября капитан д'Ивиль был послан к королю с сообщением о бедственном положении гарнизона. 20-го он нашёл Франциска в Ла-Фере, и сообщил, что осажденные долго не протянут. Франциск продвинулся к Като-Камбрези, оттягивая в эту сторону ядро имперских войск, и поручил графу де Сен-Полю и адмиралу д'Аннебо снабдить крепость провизией и ввести туда свежие войска. Мартен дю Белле собрал конвой из 1200 баранов, 180 быков, 600 мешков муки, и прибыл в Ла-Шапель. Между этим местом и Ландреси занимали позицию 1200 тяжеловооруженных австрийцев, и миновать их не было никакой возможности. Дю Белле прибег к хитрости: посадив на лошадей крестьян, шедших в обозе, и перемешав их с кавалеристами, он изобразил ложную атаку превосходящими силами, заставив противника без боя очистить дорогу, после чего доставил в крепость припасов примерно на две недели.
Гонзага сконцентрировал свои основные силы на левом берегу Самбры, предлагая французам сражение. Пользуясь ослаблением блокады, Сен-Поль и д'Аннебо ввели в Ландреси свежие войска под командованием сеньора де Вервена и капитана Рошбарона, заменив едва державшийся на ногах гарнизон. Было очевидно, что имперцам придется снять осаду, поскольку весь район в радиусе шести лье был совершенно опустошен французскими войсками и армией Карла V, простоявшей там шесть месяцев. Приближалась зима и проливные дожди начали заливать осадный лагерь. Император пытался взять реванш за неудачу, навязав полевой армии французов сражение, для чего направил легкую кавалерию маркграфа Альбрехта Бранденбургского атаковать авангард де Бриссака, и расположив в лощине, рядом с лагерем короля, отборный отряд аркебузиров, тяжеловооруженных всадников и пехоту Морица Саксонского.
Де Бриссак вступил в бой с легкой кавалерией, но, обнаружив против себя большой корпус вражеской армии, был принужден ретироваться, и император воздержался от преследования, опасаясь, что войска, перейдя ручей, разделяющий две армии, и имевший крутые и высокие берега, окажутся в невыгодной позиции и могут быть легко отражены французами.

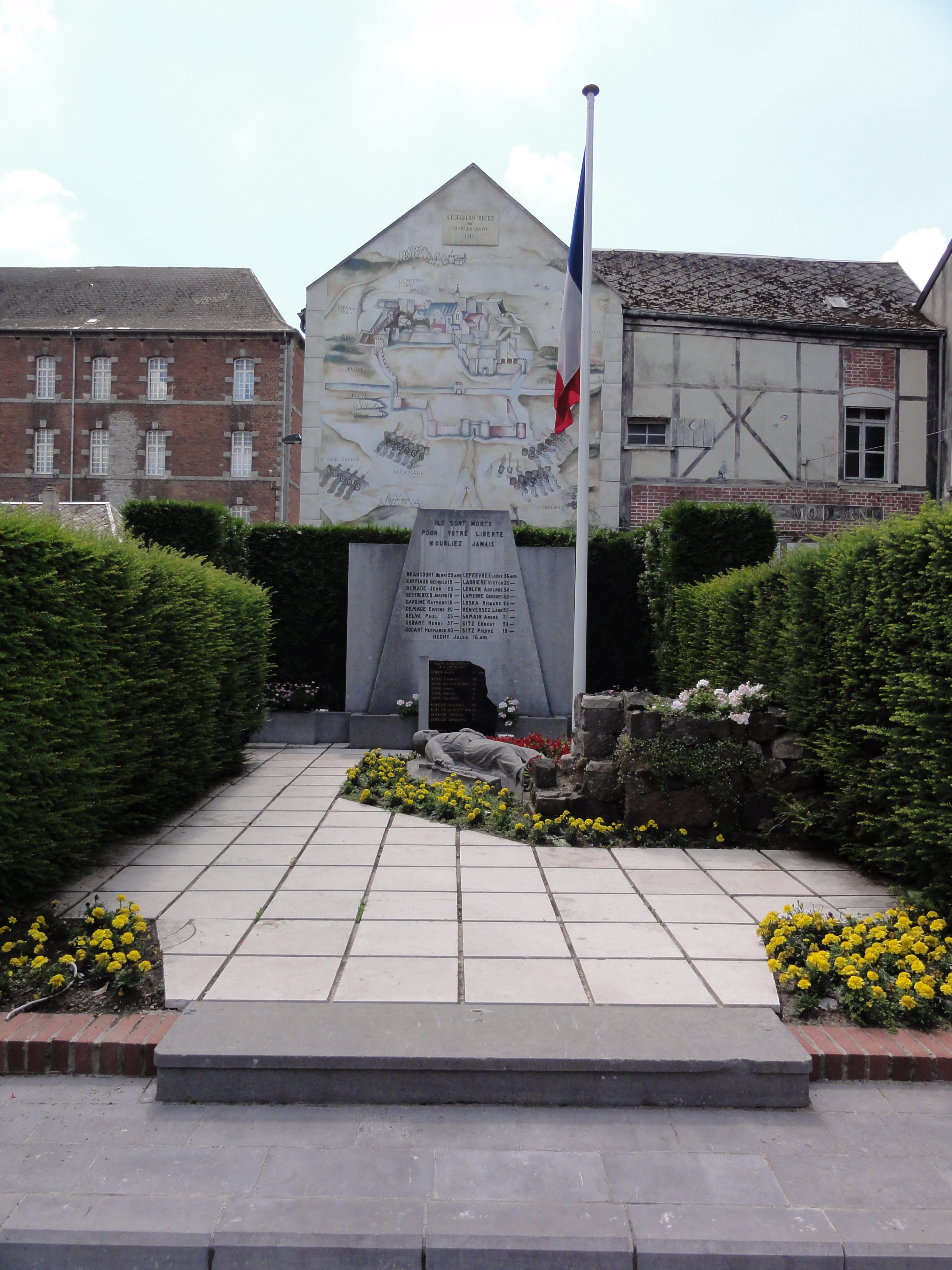
Памятник осаде Ландреси в 1543 году и погибшим в боях за город в мировых войнах

Противники простояли ночь на небольшом расстоянии друг от друга, а утром французы начали отступление. Король шёл в авангарде, дофин и д'Аннебо в центре, де Бриссак в арьергарде. Император следовал за ними, намереваясь взять противника на марше через небольшой лесок, но французы остановились, изобразив готовность принять бой, и Карл, рекогносцировав их расположение, и обнаружив, что лес занят вражескими аркебузирами, повернул назад. Так закончился день 1 ноября 1543, в который, по словам дю Белле, обе стороны могли чувствовать себя удовлетворенными, так как император заставил французов отступить, а король сумел помочь Ландреси.
Простояв перед городом ещё четыре дня, чтобы никто не мог сказать, будто французы заставили его снять осаду, император ушёл в Камбре.

## Итоги
Король наградил Лаланда должностью дворцового распорядителя, Эссе стал дворянином Палаты короля, а всем солдатам гарнизона, не имевшим судимостей, было пожаловано личное дворянство, что являлось исключительным случаем (бывшим уголовникам кассировали приговоры). В следующем году Ландреси был возвращен императору по Крепийскому договору.
У испанцев эта осада оставила тяжелые воспоминания, и некоторое время про какое-либо гиблое дело говорили: «Поганей, чем в траншеях Ландреси» (mas villaco que las trincheras de Landrecy).